# Salzhemmendorf
Salzhemmendorf is een gemeente in de Duitse deelstaat Nedersaksen, gelegen in het Landkreis Hamelen-Pyrmont. De gemeente telt 9.189 inwoners.

## Plaatsen in de gemeente Salzhemmendorf
- Ahrenfeld (109)
- Benstorf (606)
- Hemmendorf (700)
- Lauenstein (1.931)
- Levedagsen (122)
- Ockensen (165)
- Oldendorf, (1.238)
- Osterwald (1.133)
- Salzhemmendorf (1.898), zetel van het gemeentebestuur
- Thüste (480)
- Wallensen (873)

Tussen haakjes de aan de gemeentewebsite (subpagina Ortsteile) ontleende bevolkingscijfers per 31 december 2019. Of mensen met alleen een tweede woning in de gemeente hier zijn meegeteld of niet, is onbekend. Gemeentetotaal: 9.255 personen.

## Ligging, infrastructuur
De gemeente Salzhemmendorf is in het Naturpark Weserbergland Schaumburg-Hameln, dat het noordelijkste deel van het Wezerbergland omvat, fraai tussen diverse 250 à 440 meter hoge heuvelruggen van dit middelgebergte gelegen.  Vanwege de aanwezigheid van een minerale, als geneeskrachtig beschouwde bron was het dorp Salzhemmendorf tot 2010 een kuuroord.
Door de gemeente stromen enkele riviertjes en beken, die alle alleen van belang zijn als natuurgebied (vogel- en ooibosreservaten langs de oevers) en voor de waterhuishouding. Het belangrijkste van deze riviertjes is nog de Saale, een kleine zijrivier van de oostelijk van de gemeentegrens stromende Leine.  Veel van de dorpen in de gemeente liggen in het dal van de Saale.

### Naburige gemeenten
De dichtstbijzijnde stad van enige omvang is Hamelen, hemelsbreed circa 20 km westwaarts; de afstand over de weg is echter meer dan 25 kilometer.
Naburige gemeenten zijn onder andere Aerzen (in westelijke richting),  Coppenbrügge en Bad Münder am Deister (in noordelijke richting), Emmerthal en Bad Pyrmont (in zuidwestelijke richting), Eime in oostelijke richting, en Duingen in zuidelijke richting.

### Wegverkeer
De belangrijkste verkeersader is de  van west naar oost door het noorden van de gemeente lopende Bundesstraße 1, de eeuwenoude handelsstraat Hellweg. De in de gemeente liggende dorpen  Hemmendorf, Oldendorf en Benstorf liggen aan of dicht bij deze hoofdweg.

### Openbaar vervoer
De gemeente heeft een spoorwegstation (Station Osterwald) aan de spoorlijn van Hildesheim naar Löhne. Dit station bevindt zich tussen de dicht bij elkaar liggende dorpen Osterwald (NW), Oldendorf (ZW) en Benstorf (O) in. Ieder uur doet een stoptrein in beide richtingen dit station aan. Vanaf 1896 tot 2018 werd voor goederenvervoer het nevenspoorlijntje Voldagsen - Salzhemmendorf  - Thüste - Duingen geëxploiteerd; van 1901-1966 reden hier ook passagierstreinen. Sinds 2018 is dit deels een museumspoorlijn; een groot gedeelte van de spoorlijn, o.a. Salzhemmendorf-zuid -Thüste-Duingen, is echter in 2014 verwijderd.
Aanvullend busverkeer is beperkt tot enige buurtbus- en schoolbuslijnen, die 's avonds en in de weekends niet rijden.

## Economie
Belangrijkste bron van inkomsten is het toerisme, vooral vanwege het veelzijdige natuurschoon. Van de in het verleden belangrijke mijnbouw is vrijwel niets meer over; wel hebben enkele dorpen, waaronder Oldendorf en Thüste, die langs de spoorlijn liggen, hieraan enige bedrijfsterreinen overgehouden, waar zich overwegend midden- en kleinbedrijf bevindt, dat van ten hoogste regionaal belang is. In Thüste is  sinds 1966 (op de locatie van de voormalige bruinkoolmijn) een speciaal aannemersbedrijf gevestigd, dat onder de merknaam OKAL turn-key (kant-en-klaar-) woningen bouwt voor de gehele Duitse markt. Van de vele industrie in Thüste en Wallensen is een middelgrote machinefabriek overgebleven.

## Geschiedenis

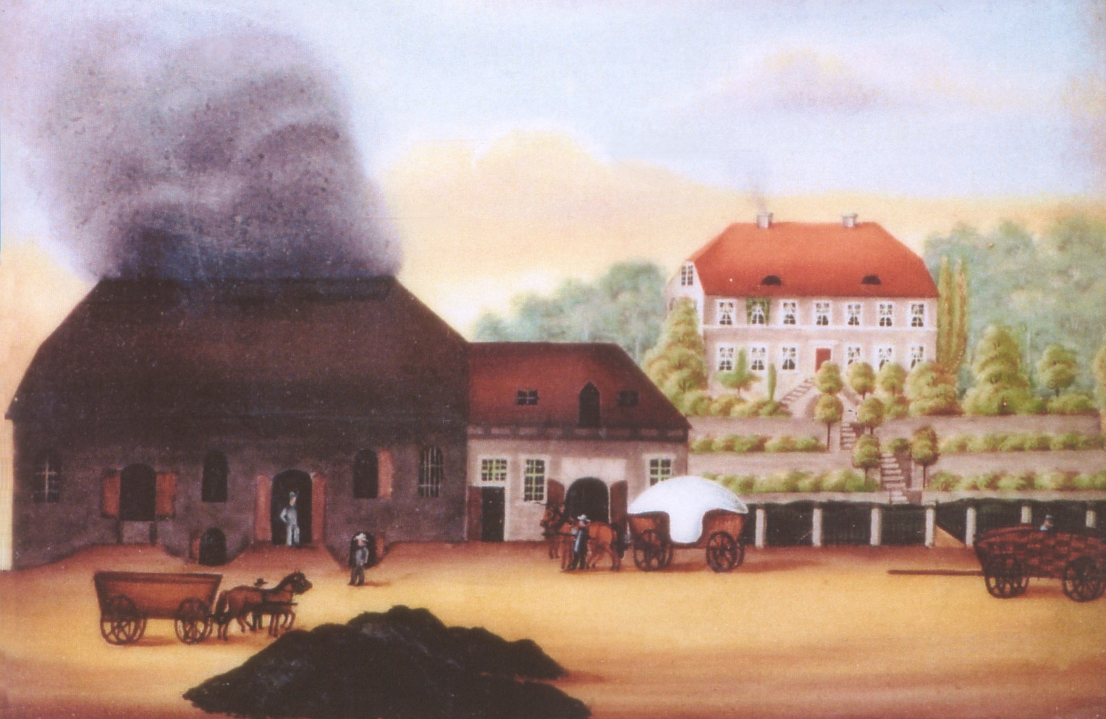
Prent van de Osterwalder Glashütte (1840)
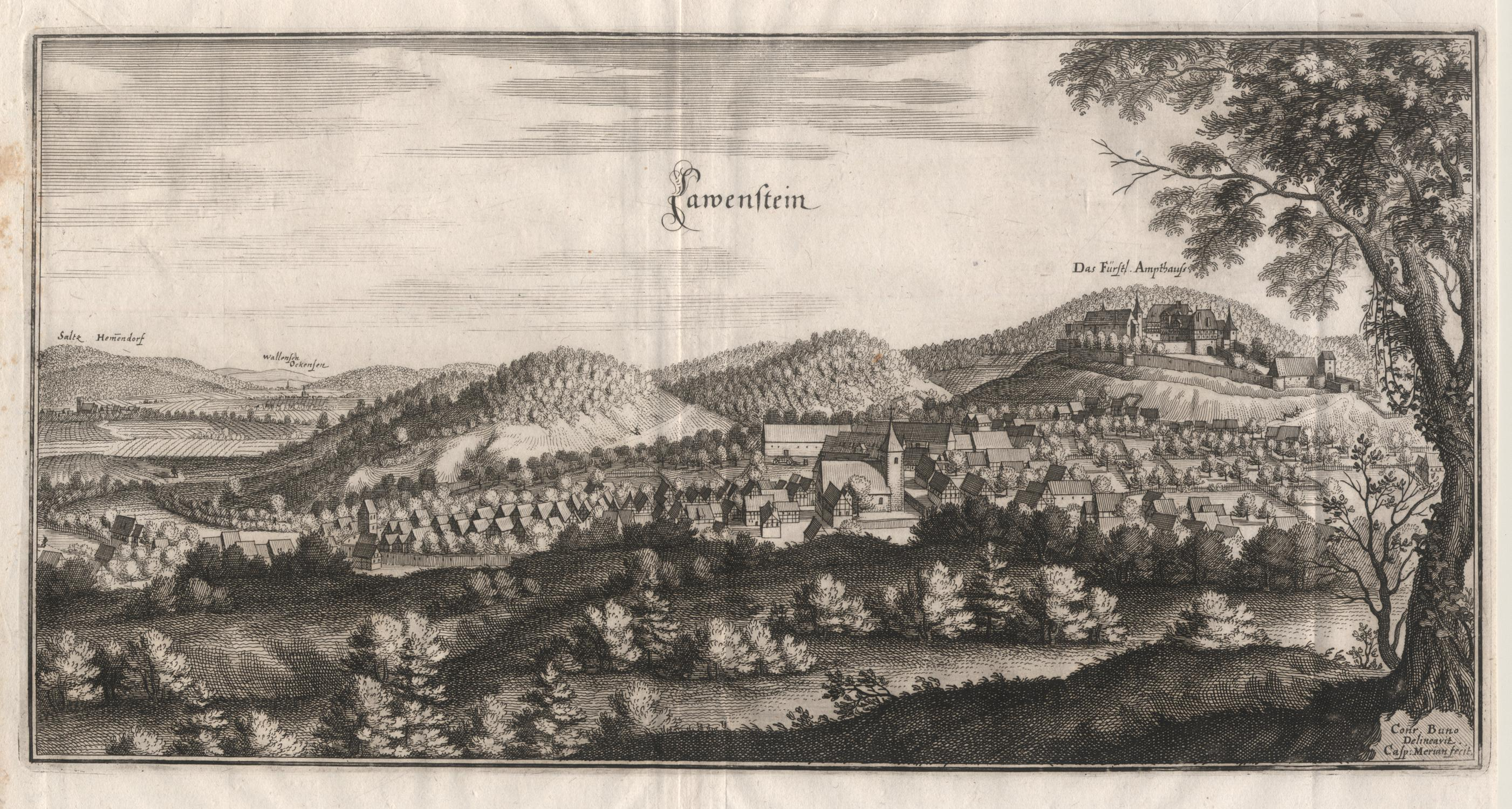
Merian-prent (1654) van Lauenstein
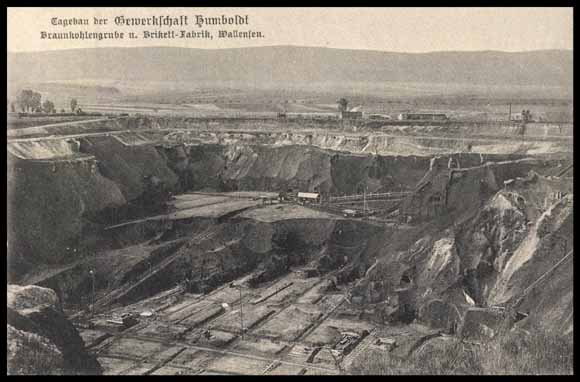
Bruinkoolmijn (dagbouw) Humboldt te Thüste/ Wallensen

Bijna alle plaatsen in de gemeente zijn in de middeleeuwen ontstaan, meestal rondom een kerkje of door vertegenwoordigers namens de landheer gebouwd kasteel.
Reeds in 854 wordt Hemmendorf vermeld in een schenkingsakte aan de Abdij Corvey. Pas in 1022 wordt Salzhemmendorf zelf voor het eerst schriftelijk vermeld. De plaats dankt zijn naam aan reeds sinds de middeleeuwen geëxploiteerde, keukenzout bevattende, bronnen, hetgeen de inwoners voorspoed bracht.
De geschiedenis van het plaatsje Lauenstein is grillig. Vanaf 1152 werd het voor een deel bestuurd door de Heren van het lokale adellijke geslacht Von Homburg, terwijl een ander deel tot het Rijksgraafschap Spiegelberg behoorde. De heren van Homburg hadden te Lauenstein een, in de 14e- 15e eeuw enkele malen betwist, kasteel, waarvan ten oosten van Lauenstein nog een schamele ruïne resteert. Johan van Saksen-Lauenburg, prinsbisschop van het Prinsbisdom Hildesheim, veroverde Lauenstein in 1518 op de plaatselijke landheer  Burchard von Saldern. Dit was mede aanleiding tot de   Hildesheimse Stiftsoorlog. In 1521 heroverde het Keurvorstendom Brunswijk-Lüneburg  kasteel en dorp, en Burchard von Saldern werd in zijn functie van ministeriaal van de keurvorst hersteld. In de 17e en 18e eeuw werd Lauenstein door talrijke, soms catastrofale, branden geteisterd. Ook andere plaatsen ondergingen dit lot, waaronder Salzhemmendorf nog in 1824.
Bij Osterwald werd van 1586 tot 1924, en kort na de Tweede Wereldoorlog nog enige jaren lang, uit vijf boven elkaar liggende dunne ertslagen steenkool gedolven, tot 1842 overwegend in dagbouw, daarna in echte, diepere mijnschachten (maximaal 7) en -gangen (maximaal 5). Deze steenkool werd ten dele verstookt in een nabije glasfabriek, de rond 1701 opgerichte Osterwalder Glashütte, die van  1768 tot 1827 befaamd was vanwege haar exuberante glazen rococo-bokalen, die afzet vonden bij de hoge adel, ook buiten Duitsland, alsmede bierpullen en ander vaatwerk van hoge kwaliteit kristalglas. Al deze producten worden met de naam Lauensteiner aangeduid. De Osterwalder Glashütte, met vanaf 1852 een filiaal te Oldendorf, ging daarna over op de productie van gewone glazen flessen, en beëindigde het bedrijf in 1926.
Bij Salzhemmendorf zelf was vanaf de 19e eeuw tot aan de sluiting wegens uitputting van de ertslaag in 2018 een grote kalksteenmijn in bedrijf. Ook bij Oldendorf was, tot 1958, zo'n kalksteenmijn aanwezig, die daarna door kleine andere fabrieken (o.a. houtproducten en bietsuiker) werd opgevolgd, waarvan nog één, in natuurcosmetica handelend, bedrijf is blijven bestaan. Nog belangrijker voor Salzhemmendorf zelf was de ontdekking door twee geitenhoeders rond 1840 van een minerale, zouthoudende bron. Deze werd vrijwel meteen voor het kuurbedrijf in gebruik genomen. Salzhemmendorf werd een kuuroord. Na de Tweede Wereldoorlog ging het kuurbedrijf failliet, werd door de gemeente overgenomen en maakte een doorstart. Rond 2009 was de plaats een modern kuuroord met talrijke faciliteiten. Er was echter sprake van grote concurrentie van soortgelijke kuuroorden in de omgeving (Bad Pyrmont, Bad Münder am Deister, Coppenbrügge e.a.). In 2010 besloot de gemeente om de kostbare procedure, die door nieuwe wetgeving m.b.t. de voorwaarden voor officiële erkenning van kuuroorden gevolgd moest worden, en waarvoor allerlei deskundigenrapporten en bureaucratie nodig waren, niet te volgen en af te zien van het predicaat Staatlich anerkannter Kurort. De gemeente besloot, in haar toeristisch wervingsbeleid andere wegen in te slaan, o.a. door de mountainbike- en bergsportmogelijkheden van de nabije heuvelruggen te gaan promoten. De kuurinrichtingen zijn grotendeels wel blijven bestaan.
Thüste en het naburige Wallensen waren door de aanwezigheid van steengroeven, de Humboldt - bruinkoolmijn (1843-1966) en  vanaf de late 19e eeuw tot ver in de 20e eeuw  bloeiende industrieplaatsjes, met een grotere bevolking dan na 2010. Wallensen was vanaf 1351, toen het stadsrechten verwierf, een ommuurd stadje, dat echter ten minste viermaal, in 1435, 1483, 1533 en 1582, door brand of oorlogsgeweld verwoest werd. In 1963 kreeg het plaatsje van de deelstaatregering van Nedersaksen het recht, zich Flecken (vlek) te noemen. In 1629 was dit predicaat reeds aan Hemmendorf toegekend.

## Bezienswaardigheden, toerisme
- Kuurinrichtingen te Salzhemmendorf  Ith Sole Therme, met uit de Ith afkomstig water in een minerale bron, en met hotel, wellness- en gezondheidscentrum, aan de noordrand van het dorp
- Rasti-Land, een in 1976 opgericht pretpark aan de B 1 ten oosten van Benstorf
- Ten oosten van Wallensen, op de gemeentegrens met Duingen, is in de bossen een recreatiepark gerealiseerd. Het bestaat uit een grote camping  aan een meertje (Campingpark Humboldtsee) en een bosgebied aan de andere kant van de grens met Duingen, waarin nog meer meertjes liggen, waaronder de deels voor recreatie toegankelijke Bruchsee. Rondom de meertjes lopen wandelpaden. Dit gebied wordt ter plaatse de  Duinger Seenplatte genoemd. [6] Aan de andere kant van de gemeentegrens ligt een groeve waar kwartszand gewonnen wordt.
- Fraaie mountainbike-tochten en boswandelingen zijn mogelijk in de heuvels in de gemeente:
  - in het noorden: het bos van Osterwald, met uitzichtpunt op 419 m hoogte , genaamd  Fast; aan de rand van dit bos bevindt zich ook een veel bezocht openluchttheater
  - in het zuidwesten: de Ith
  - in het westen, bij Lauenstein: Staatsforst Coppenbrügge
  - in het zuiden: de 433 m hoge Thüsterberg met de naar Hermann Löns genoemde uitzichttoren Löns-Turm
- De steile heuvelkam van de Ith, in het zuidwesten van de gemeente, biedt niet alleen wandel- maar ook bergsportmogelijkheden (rotsklimmen)
- Ook de dalen van enige beken in de gemeente bieden het nodige aan natuurschoon, onder andere enige uit ooibos bestaande kleine natuurreservaten.
- Te Osterwald ligt het  mijnmuseum Hüttenstollen. Beperkt geopend (alleen op zondagmiddag en na afspraak).
- Enkele plaatsjes in de gemeente hebben, dankzij oude vakwerkhuizen en kerkjes, een schilderachtig dorpsbeeld.
- Zeer oud zijn de St. Nicolaaskerk te Oldendorf (12e-15e eeuw) en de St. Annakapel te Lauenstein (12e eeuw)
- In Lauenstein is een hotel gevestigd in een bewaard gebleven gedeelte van kasteel Lauenstein.

## Afbeeldingen

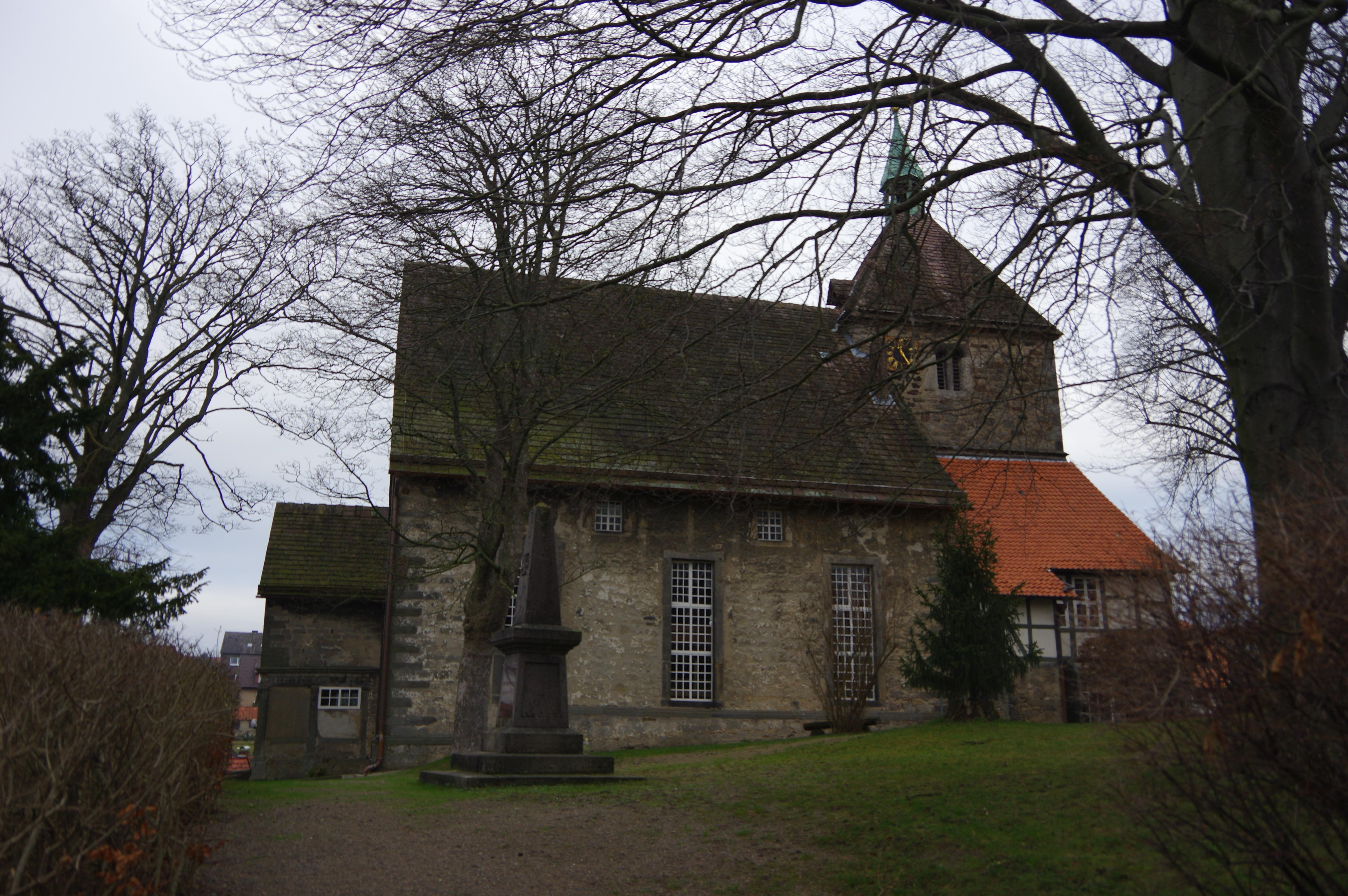
Kerk te Salzhemmendorf
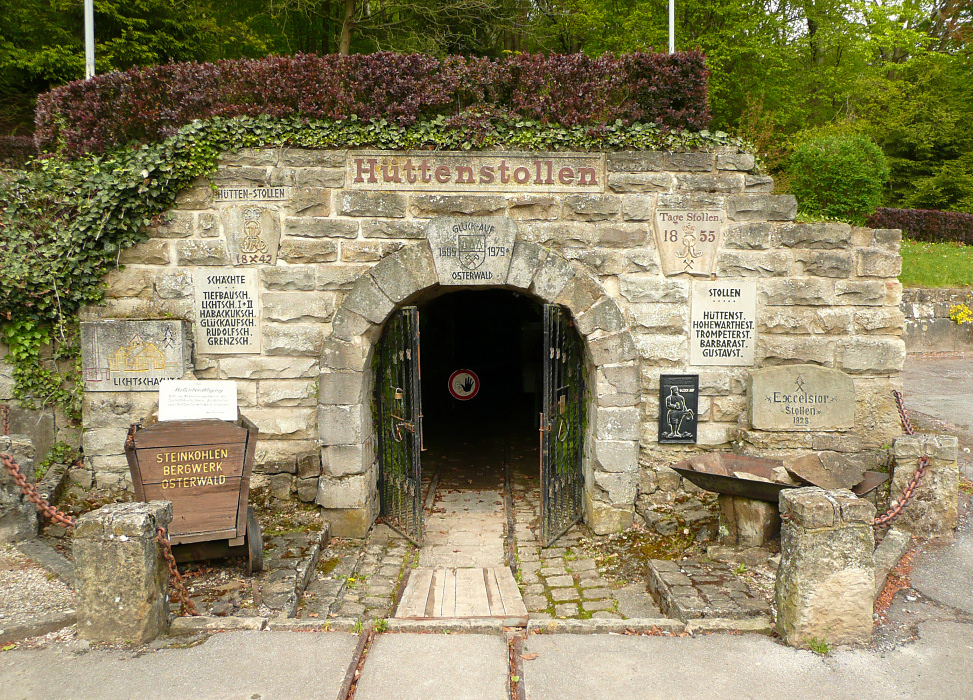
Osterwald: mijnmuseum Hüttenstollen
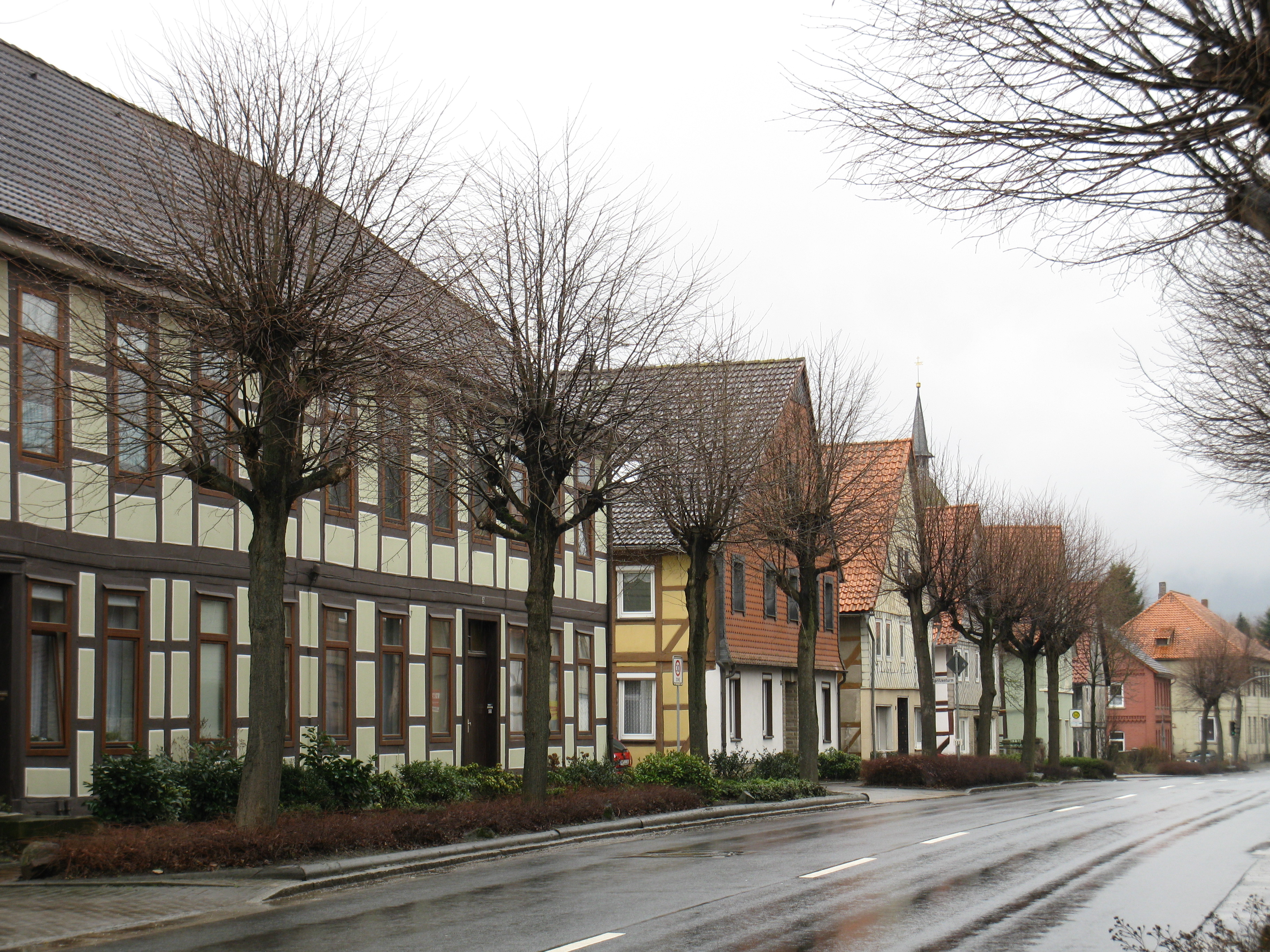
Hemmendorf, Alte Heerstraße
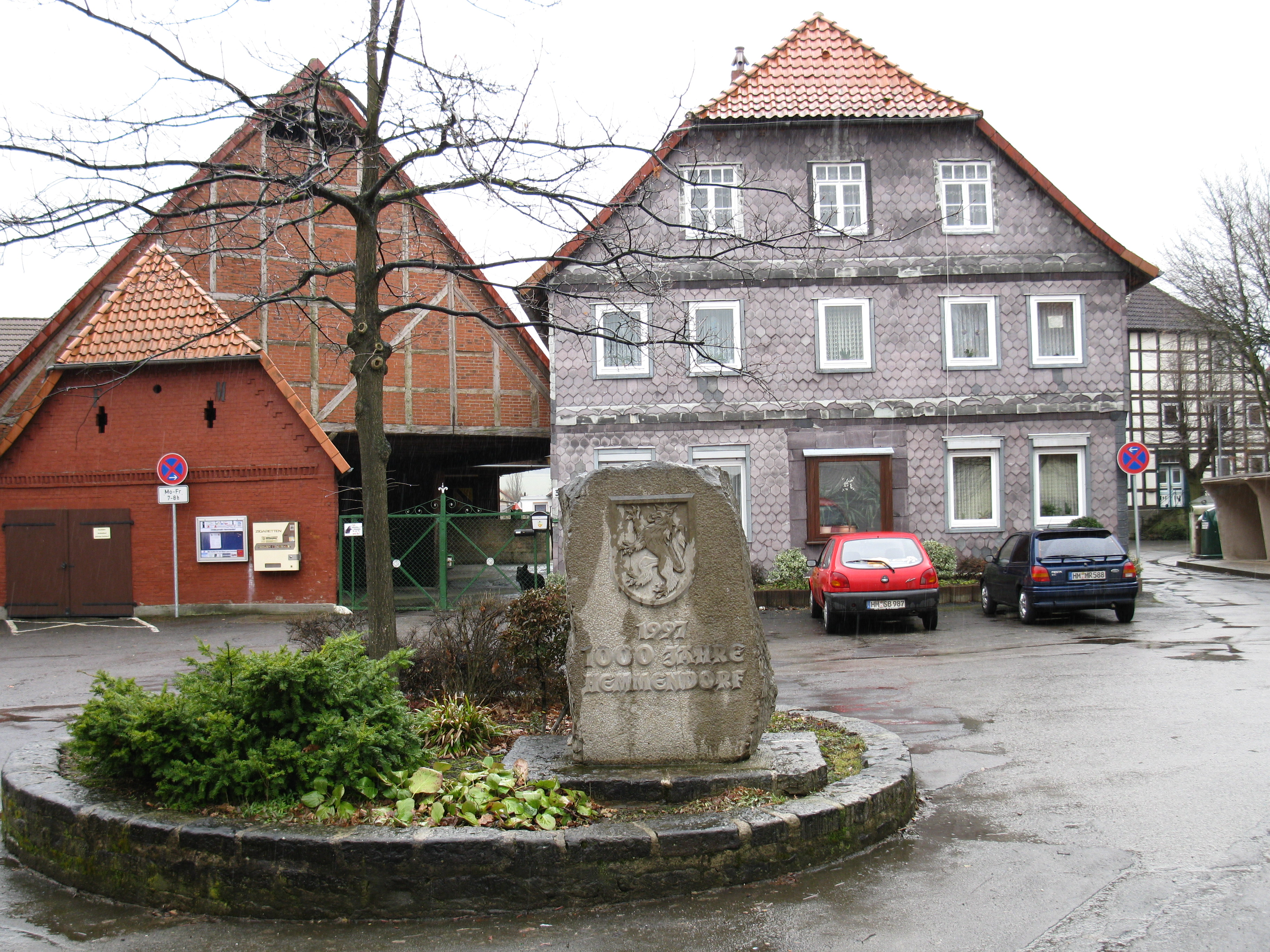
Hemmendorf, Marktplein
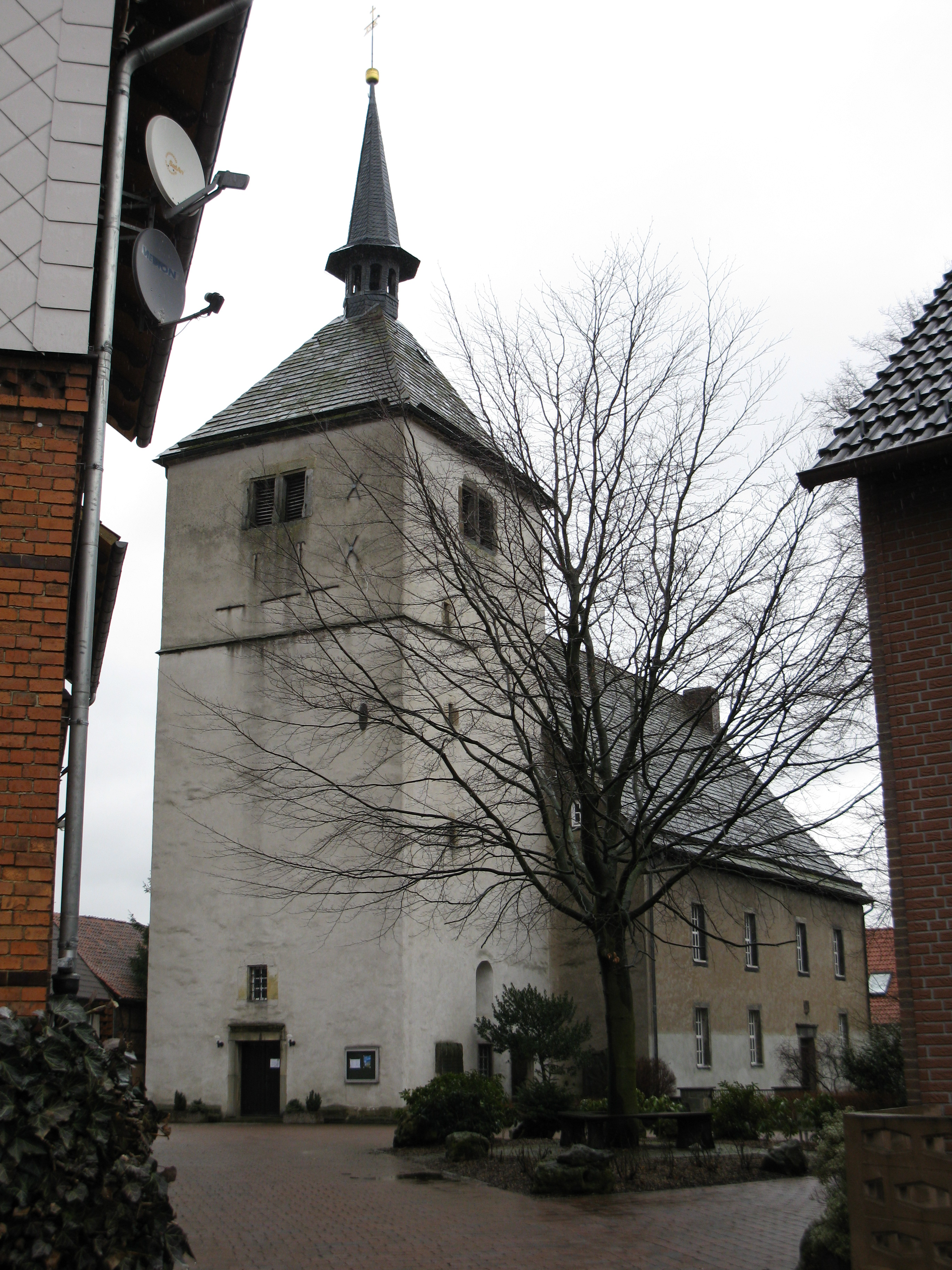
Hemmendorf, evang.-lutherse St. Vituskerk (1705)
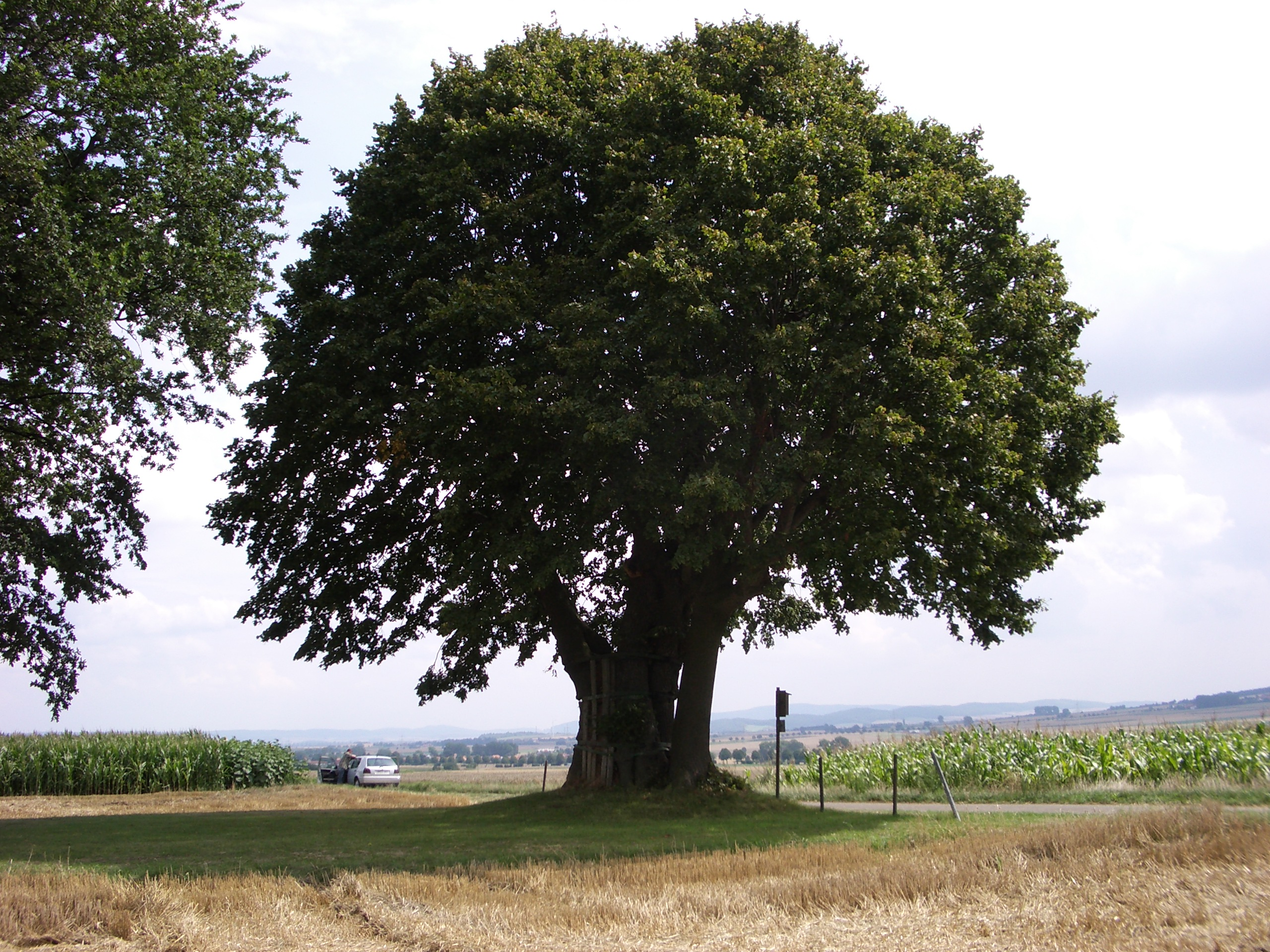
Monumentale linde de Tilly-Linde bij Hemmendorf
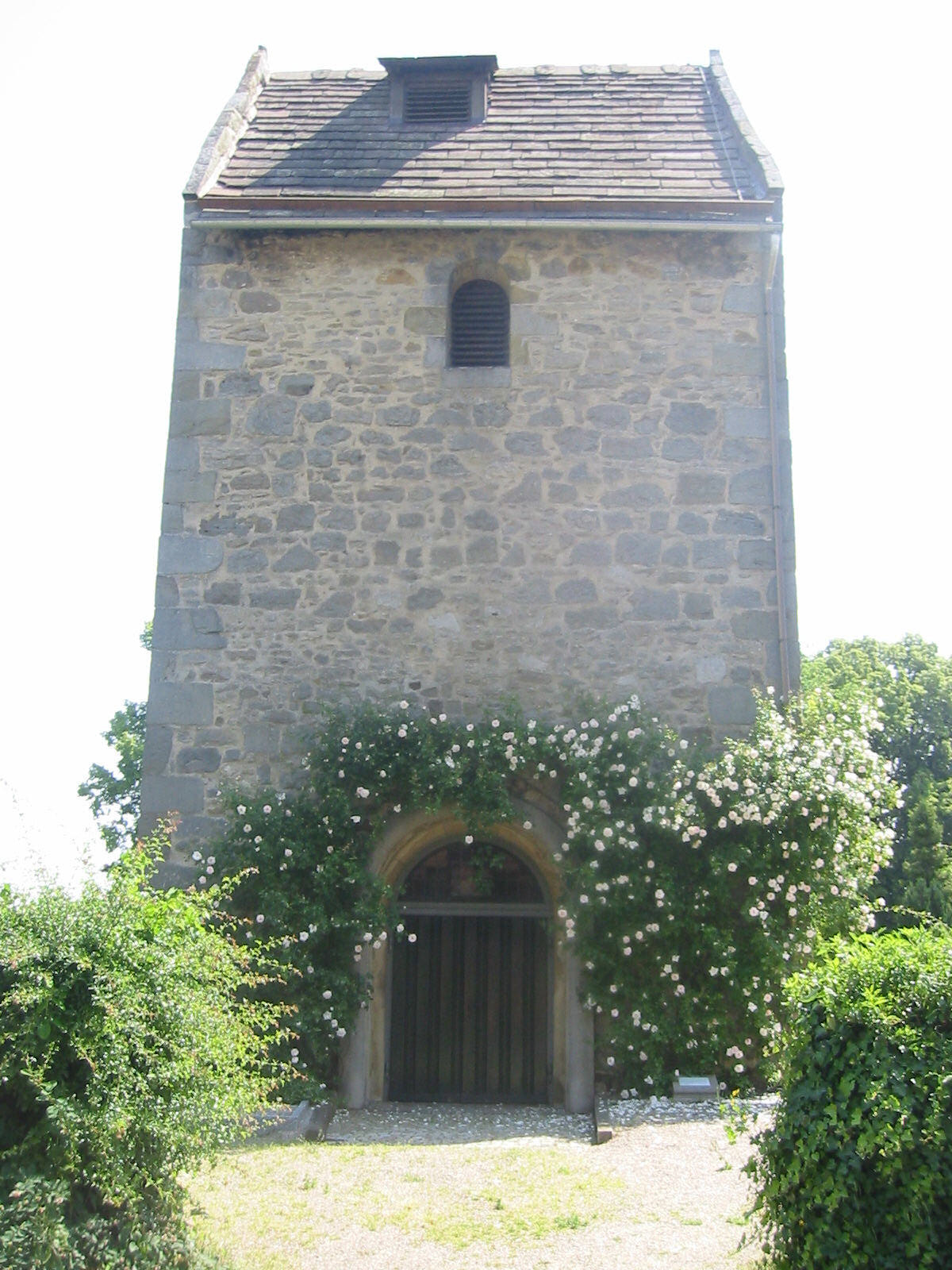
Lauenstein, St. Annakapel
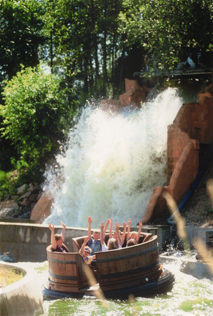
Wildwater-attractie in Rasti-Land
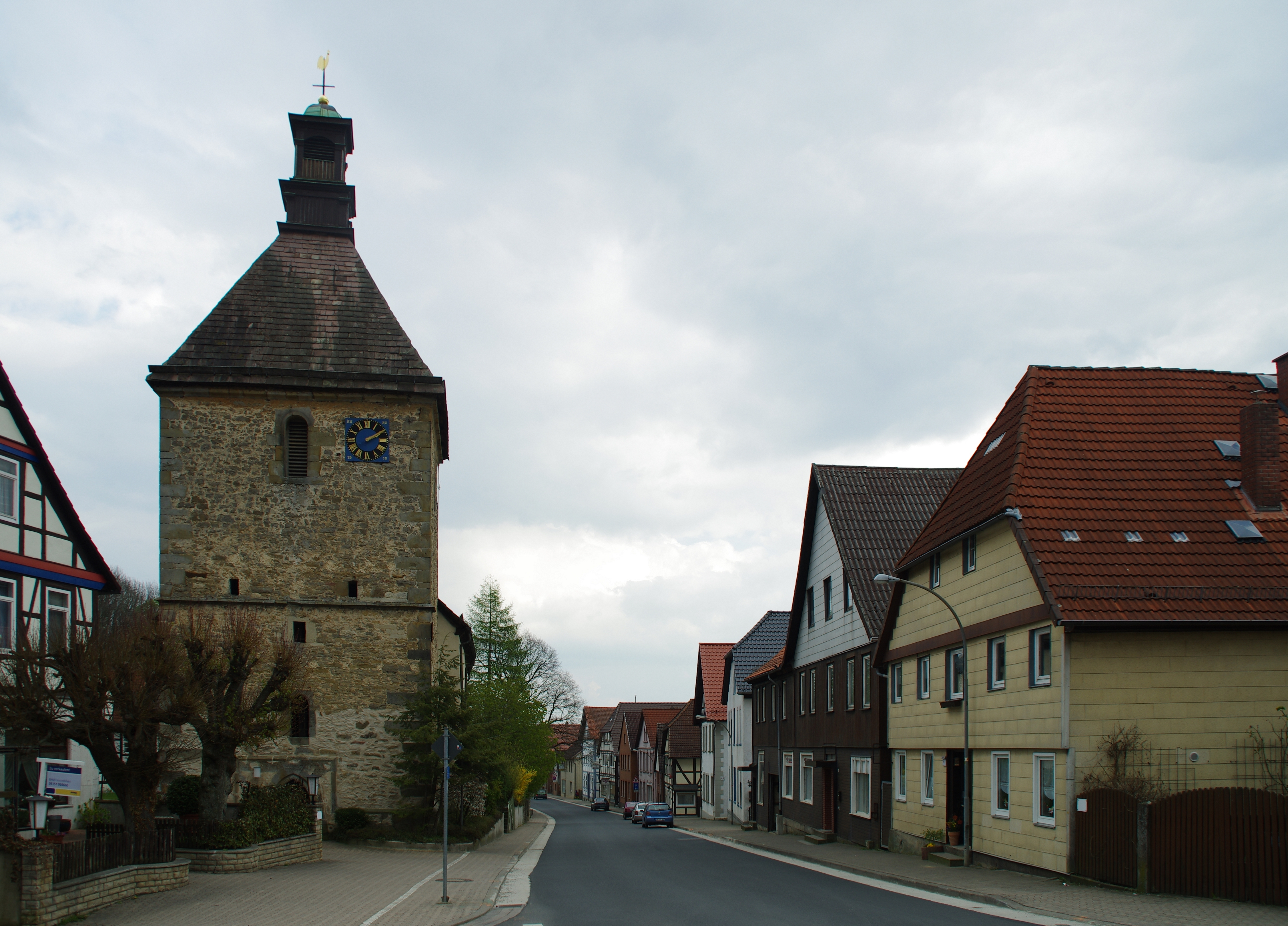
Toren (1513) van de 18e-eeuwse St. Nicolaaskerk, Lauenstein
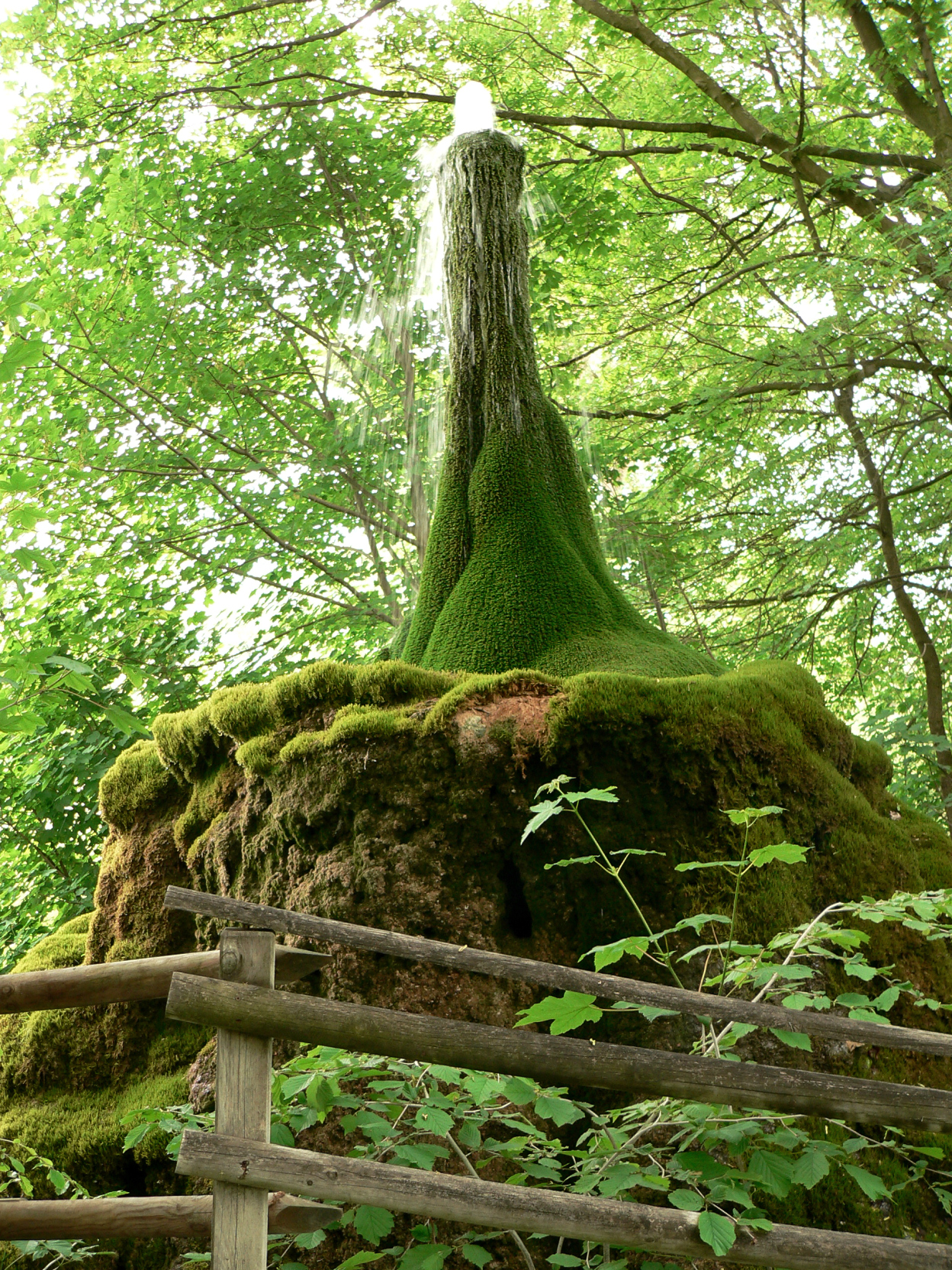
Waterboom[7] van Ockensen
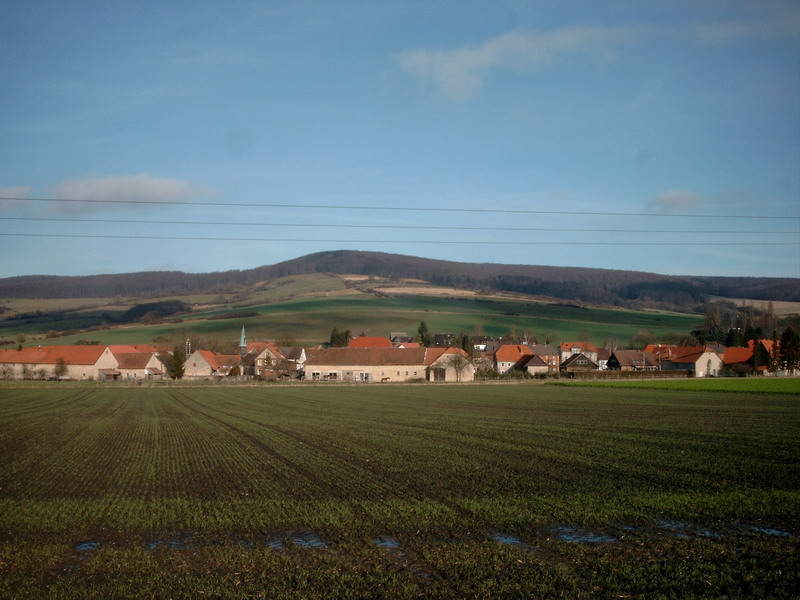
Thüste, met op de achtergrond de ten noorden daarvan gelegen Thüsterberg

## Belangrijke personen in relatie tot de gemeente
- Conrad Werner Wedemeyer (* 1662 in Lauenstein; † 17 februari 1732, plaats van overlijden onbekend), ministeriaal voor de door het Keurvorstendom Brunswijk-Lüneburg en Engeland (in die periode door personele unie de facto één en hetzelfde land) bestuurde goederen te Lauenstein, Eldagsen, Gleina, Herrengosserstedt en Billroda. In 1701 richtte hij de Osterwalder Glashütte op.

## Stedenband
- Arcen en Velden (tot 2010)
- Venlo, vanaf 2010: na de inlijving van Arcen en Velden bij de gemeente Venlo is bovengenoemde jumelage afgeschaald tot een vriendschappelijk regelmatig contact, in de praktijk vooral tussen middelbare scholen uit beide gemeentes.

- Gemeinsame Normdatei: 4051439-0
- MusicBrainz: b74bae5a-04be-4692-99dc-114654a2ef18
- Virtual International Authority File: 246085877
- WorldCat: E39PBJvRY7GGrdwp397cWtGJXd

Aerzen · 
Bad Münder am Deister · 
Bad Pyrmont · 
Coppenbrügge · 
Emmerthal · 
Hamelen · 
Hessisch Oldendorf · 
Salzhemmendorf